# فرانز غريسر
فرانز غريسر (بالألمانية: Franz Gräser) (وُلد عام 1892 – وتوفي في 17 مايو 1918) كان طيارًا مقاتلًا في سلاح الجو التابع لـالإمبراطورية النمساوية المجرية خلال الحرب العالمية الأولى. يُنسب له تحقيق ما لا يقل عن 18 انتصارًا جويًا مؤكدًا، مما جعله من أبرز الطيارين المجريين في الحرب.

## النشأة
ولد غريسر في بودابست، عاصمة مملكة المجر، التي كانت جزءًا من الإمبراطورية النمساوية المجرية. لم تُعرف تفاصيل كثيرة عن طفولته، لكنه كان في بداية شبابه عندما اندلعت الحرب العالمية الأولى.

## الخدمة العسكرية
في البداية، خدم غريسر كجندي مشاة في الجيش الإمبراطوري، ثم انتقل لاحقًا إلى القوات الجوية، حيث تدرب على الطيران كمراقب جوي أولًا، قبل أن يصبح طيارًا.
انضم إلى السرب رقم 29 (Flik 29) ثم السرب رقم 42J، حيث قاد طائرة مقاتلة من طراز أفيفياتيك بيرغ دي.إي (Aviatik D.I). وكان يعمل ضمن سلاح الطيران على الجبهة الشرقية ضد القوات الروسية.
تميز غريسر بشجاعته ومهارته، رغم أنه لم يحمل رتبة ضابط. وقد حقق سلسلة من الانتصارات الجوية التي وضعته بين أفضل الطيارين القادمين من الأراضي المجرية داخل الإمبراطورية.

## الوفاة
في 17 مايو 1918، أثناء معركة جوية فوق كراسن ضمن الأراضي الروسية آنذاك، تم إسقاط طائرته وقُتل في الاشتباك. وبذلك توفي غريسر عن عمر يناهز 26 عامًا فقط.

## الإرث
يُعتبر فرانز غريسر من بين أبرز الطيارين في تاريخ المجر العسكري خلال الحرب العالمية الأولى. ورغم أنه لم يكن ضابطًا، إلا أن إنجازاته الميدانية كانت محط تقدير كبير.